# ファディル・シャバリ
ファディル・シャバリ（Faldir Chahbari、1979年8月30日 - ）は、モロッコ出身の男性キックボクサー。TEAM SOUWER所属。
左眼が義眼であるにもかかわらず、その高い身体能力とスピード、長手長足を活かしたアウトボックスで相手を寄せ付けず完封する。ドラゴや、アルバート・クラウスらにも勝利をあげている。

## 来歴
2007年1月27日、「WFCA Gala Zutphen」のWFCAタイボクシングヨーロッパジュニアミドル級初代王座決定戦で、クリス・ファン・ベンローイ（オランダ）に1Rわずか15秒でTKO勝ちし、初代王者になる。
2007年2月25日、「シュートボクシング〜無双〜」で初来日。シュートボクサーらしく豹柄のロングスパッツを穿いて参戦し、山口太雅を3R判定3-0で下した。
2007年10月28日、「SHOOT BOXING BATTLE SUMMIT GROUND ZERO TOKYO 2007」で横田一則と対戦。3Rに投げでシュートポイント1を奪われるなどして判定負け。
2008年1月26日、「Beast of the East」のWFCAタイボクシング世界ジュニアミドル級初代王者決定戦で、アルバート・クラウス（オランダ）を5R判定3-0で下し、初代王者になる。
2008年4月26日、IT'S SHOWTIMEでブアカーオ・ポー.プラムックと対戦し、判定負け。
2010年1月30日、Beast of the Eastでアンディ・サワーと対戦し、判定負け。

## 戦績
| キックボクシング 戦績 | キックボクシング 戦績 | キックボクシング 戦績 | キックボクシング 戦績 | キックボクシング 戦績 | キックボクシング 戦績 | キックボクシング 戦績 |
| --------------------- | --------------------- | --------------------- | --------------------- | --------------------- | --------------------- | --------------------- |
| 81 試合               | (T)KO                 | 判定                  | その他                | 引き分け              | 無効試合              |                       |
| 76 勝                 | 2                     |                       |                       | 4                     | 0                     |                       |
| 12 敗                 |                       |                       |                       | 4                     | 0                     |                       |

| 勝敗 | 対戦相手                    | 試合結果              | 大会名                                                                       | 開催年月日     |
| ○    | シェムシ・ベキリ            | 3R終了 判定2-1        | Mix Fight Gala 11 【決勝戦】                                                 | 2010年11月27日 |
| ○    | アライアン・ヴァタニカ      | 3R終了 判定           | Mix Fight Gala 11 【準決勝】                                                 | 2010年11月27日 |
| ○    | オマー・アムラーニ          | 3R終了 判定           | Mix Fight Gala 11 【1回戦】                                                  | 2010年11月27日 |
| ×    | マーカス・エバーグ          | 3R+延長1R終了 判定    | Beast of the East 2010 Poland                                                | 2010年6月12日  |
| ×    | アンディ・サワー            | 5R終了 判定0-3        | Beast of the East                                                            | 2010年1月30日  |
| △    | リーロイ・ケスナー          | 3R終了 ドロー         | Heroes Fight Event                                                           | 2009年11月8日  |
| ×    | ニキー・ホルツケン          | 3R+延長1R終了 判定0-3 | GLORY 11: A Decade of Fights                                                 | 2009年10月17日 |
| ○    | リカルド・フェルナンデス    | 3R終了 判定           | The Night of Stars                                                           | 2009年7月25日  |
| ○    | ハフィド・エル・ブスタティ  | 3R終了 判定           | Gentlemen Fight Night                                                        | 2009年6月13日  |
| ×    | ジョルジオ・ペトロシアン    | 3R終了 判定0-3        | IT'S SHOWTIME                                                                | 2009年5月16日  |
| ○    | モハメド・グール            | 3R終了 判定           | Beast of the East                                                            | 2009年1月24日  |
| ○    | オロノー・ウォーペッブン    | 3R終了 判定           | It's Showtime                                                                | 2008年11月29日 |
| ×    | ブアカーオ・ポー.プラムック | 3R終了 判定1-2        | IT'S SHOWTIME（K-1 WORLD GP 2008 IN AMSTERDAM）                              | 2008年4月26日  |
| △    | ムラット・ディレッキー      | 3R終了 ドロー         | IT'S SHOWTIME Finale Trophy Max 75 【スーパーファイト】                      | 2008年3月15日  |
| ○    | アルバート・クラウス        | 5R終了 判定3-0        | Beast of the East 【WFCAタイボクシング世界ジュニアミドル級王者決定戦】       | 2008年1月26日  |
| ○    | アリ・グンヤー              | 3R終了 判定3-0        | TEAM SOUWER & FIGHTCLUB DEN BOSCH PRESENT "SHOOT BOXING"                     | 2007年11月24日 |
| ×    | 横田一則                    | 3R終了 判定0-3        | SHOOT BOXING BATTLE SUMMIT GROUND ZERO TOKYO 2007                            | 2007年10月28日 |
| ○    | ヤン・ファン・デンダーレン  | 5R終了 判定3-0        | Gentleman Fightnight IV                                                      | 2007年6月2日   |
| ○    | 山口太雅                    | 3R終了 判定3-0        | シュートボクシング「無双〜MU-SO〜 其の壱」                                   | 2007年2月25日  |
| ○    | クリス・ファン・ベンローイ  | 1R 0:15 TKO（膝蹴り） | WFCA Gala Zutphen 【WFCAタイボクシングヨーロッパジュニアミドル級王座決定戦】 | 2007年1月27日  |
| ○    | ライアン・シムソン          | TKO                   | 不明                                                                         | 2006年12月9日  |
| ○    | アリ・グンヤー              | 5R終了 判定3-0        | 2H2H                                                                         | 2006年11月12日 |
| ○    | シャヒッド・オラド・アラフ  | 5R終了 判定3-0        | Gentleman Fight III                                                          | 2006年6月3日   |
| ○    | フラーネ・ラドニッチ        | 5R終了 判定3-0        | Beast of the East                                                            | 2006年4月8日   |
| ×    | ライアン・シムソン          | 3R+延長R終了 判定0-3  | K-1 MAX Nederland 【決勝】                                                   | 2006年3月26日  |
| ○    | ウィリアム・ディンダー      | 3R終了 判定3-0        | K-1 MAX Nederland 【準決勝】                                                 | 2006年3月26日  |
| ○    | メノー・ダイクストラ        | 3R終了 判定3-0        | K-1 MAX Nederland 【1回戦】                                                  | 2006年3月26日  |
| ○    | 金沢久幸                    | 1R KO                 | Rising Sun-7                                                                 | 2006年2月25日  |
| ○    | ドラゴ                      | 5R終了 判定3-0        | WFCA Gala Roosendaal                                                         | 2006年2月4日   |
| ○    | ムラット・ディレッキー      | 5R終了 判定3-0        | Verslag gala Time for Action                                                 | 2005年11月13日 |
| ○    | メルビン・ローゼンブラッド  | 5R終了 判定3-0        | Battle of Arnhem 4                                                           | 2005年10月2日  |
| ○    | マルコ・ピケ                | 5R終了 判定           | Gala in Brediushal                                                           | 2001年11月3日  |

## 獲得タイトル
- 初代WFCAタイボクシングヨーロッパジュニアミドル級王座（0度防衛）
- 初代WFCAタイボクシング世界ジュニアミドル級王座（0度防衛）